# Mullvad
 (juin 2024).
Si vous disposez d'ouvrages ou d'articles de référence ou si vous connaissez des sites web de qualité traitant du thème abordé ici, merci de compléter l'article en donnant les références utiles à sa vérifiabilité et en les liant à la section « Notes et références ».
Mullvad est un service de réseau privé virtuel crée en 2009 et basé en Suède. Mullvad utilise les protocoles de communication WireGuard et OpenVPN. 
L'entreprise norvégienne propose aussi un navigateur "Mullvad Browser" axé sur la vie privée, développé en partenariat avec Tor Browser.

## Sources
1. ↑  (en) « Release 2025.4 · mullvad/mullvadvpn-app » (consulté le 13 février 2025)
2. ↑  (en) « Why Mullvad VPN? », sur Mullvad VPN, 6 décembre 2019 (consulté le 28 avril 2023)
3. ↑  (en) Tor Project, « Navigateur Mullvad » (consulté le 25 mars 2025)